# Meikirch
Meikirch är en ort och kommun i distriktet Bern-Mittelland i kantonen Bern, Schweiz. Kommunen har 2 580 invånare (2023).
I kommunen finns även orterna Ortschwaben och Wahlendorf.